# Полісся (Добрянка)
«Полісся» — аматорський футбольний клуб з смт Добрянка Чернігівської області. Створений у 1992 році.

## Історія
У 1992 році Іваном Петровичем Чаусом було створено ФК «Полісся» (Добрянка), згодом побудовано відповідну інфраструктуру та відкрито дитяче відділення спортивної школи з футболу. Клуб часто організовував спортивні свята та заходи. Відбулися цікаві міжнародні товариські матчі зі збірною американського штату Каліфорнія (1999 рік) та з професіональним клубом із Сербії БСК «Белград» (2003 рік), після якої підписав контракт з чернігівською «Десною» сербський оборонець Милан Загорац — перший легіонер у історії команди.
У 2002 році (на 10-річчя «Полісся») відбулася незабутня товариська зустріч з футболу з ветеранами київського «Динамо».
З 2000 року «Полісся» (Добрянка) стало фарм-клубом головної футбольної команди області — чернігівської «Десни». У команді набираються досвіду молоді гравці, майбутні професіонали-майстри.
Перших успіхів ФК «Полісся» досяг з приходом тренера Сергія Миколайовича Бакуна: 2000 рік — бронзовий призер, 2003 — чемпіон Чернігівської області. З 2005 року команду успішно тренує Іван Антонович Бубис. У 2006 році «Полісся» — володар Кубка області, 2007 рік — срібний призер чемпіонату Чернігівщини, 2008 — фіналіст Кубка області.
Варто назвати таких вихованців клубу, як Віталій Гавриш та Андрій Ярмоленко, які виступають відповідно за донецький «Металург» і київське «Динамо». Свого часу одягав футболку «Добрянки» й Олександр Романчук, що потім відмінно виявив себе в чернігівській «Десні», а згодом захищав кольори київських «Динамо» та «Арсеналу». Романчук у 2006 році став віце-чемпіоном Європи у складі молодіжної збірної України.
Серед гравців «Десни» зразка 2008 року грали Володимир Чуланов, Олександр Бабор, Тимур Рустамов, Ярослав Сердюк та Ігор Корж — ці футболісти певний час утверджувалися в дорослому футболі, виступаючи у колективі «Полісся».

## Досягнення
Чемпіонат Чернігівської області:
 Переможець: 2003
 Срібний призер (5): 2007, 2008, 2009, 2010, 2012
 Бронзовий призер (3): 2000, 2011, 2014
Кубок Чернігівської області:
 Володар: 2006
 Фіналіст (5): 2007, 2008, 2009, 2010, 2011
Суперкубок Чернігівської області:
 Володар: 2010

## Стадіон
- Секторів: 4
- Місць: 1500 (обладнані індивідуальними пластиковими сидіннями)
- Поле: 70x105 метрів
- Адреса стадіону: с. Добрянка, вул. Фрунзе 100-А